# Fußball-Weltmeisterschaft 1938/Qualifikation

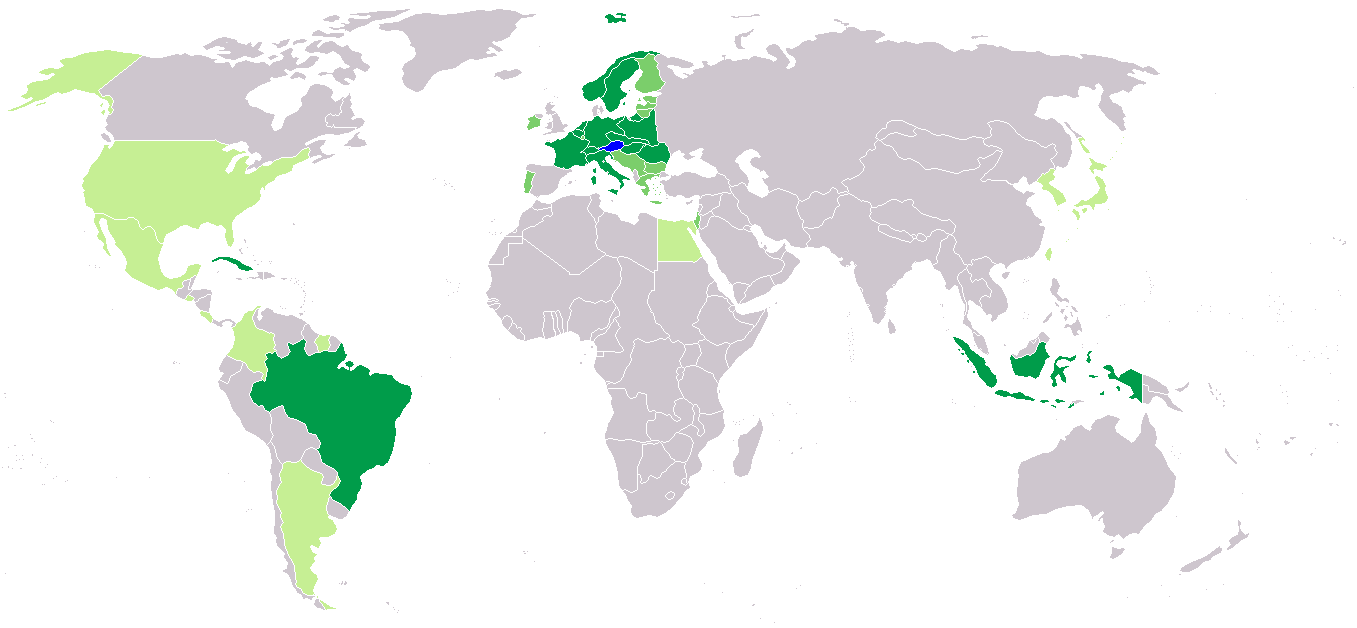
Teilnehmer an der Qualifikation zur WM 1938

Für die Fußball-Weltmeisterschaft 1938 in Frankreich hatten insgesamt 36 Mannschaften gemeldet, darunter
- 25 Mannschaften aus Europa (inklusive Ägypten und Palästina)
- 2 Mannschaften aus Südamerika
- 7 Mannschaften aus Nord- und Mittelamerika
- 2 Mannschaften aus Asien.

Die Meldezahl von 36 Mannschaften bedeutete einen neuen Teilnehmerrekord. Da der Titelverteidiger Italien und der Gastgeber Frankreich direkt qualifiziert waren und das WM-Turnier mit 16 Mannschaften ausgetragen werden sollte, standen für die verbliebenen 34 Mannschaften 14 freie Endrundenplätze zur Verfügung. Bei den kontinentalen Qualifikationswettkämpfen verzichteten neun Verbände auf die Entsendung ihrer Auswahlmannschaften. Daher fanden nur in Europa Ausscheidungsspiele statt, an denen letztlich 21 Mannschaften teilnahmen.

## Endrundenteilnehmer
Für die 16 WM-Endrundenplätze qualifizierten sich schließlich:
| Titelverteidiger :           | Königreich Italien    |             | Gastgeber : | Frankreich       |
| 11 an Europa                 | Deutsches Reich       | Schweden    | Norwegen    | Polen            |
|                              | Rumänien              | Schweiz     | Ungarn      | Tschechoslowakei |
|                              | Österreich *          | Niederlande | Belgien     |                  |
| 1 an Südamerika              | Brasilien             |             |             |                  |
| 1 an Nord- und Mittelamerika | Kuba                  |             |             |                  |
| 1 an Asien                   | Niederländisch-Indien |             |             |                  |

*  Nach dem Anschluss Österreichs an das Deutsche Reich startete bei der WM 1938 in Frankreich eine großdeutsche Mannschaft. Der Platz von Österreich blieb unbesetzt. Dadurch reduzierte sich die Teilnehmerzahl der WM-Endrunde auf 15 Mannschaften.

## Europa
In Europa wurden die 25 gemeldeten Mannschaften auf insgesamt neun Gruppen verteilt, darunter eine Vierer-, drei Dreier- sowie fünf Zweiergruppen. Aus der Vierergruppe und einer der Dreiergruppen (Gruppe 9) qualifizierten sich zwei Mannschaften für die Endrunde, aus den übrigen sieben Gruppen, die im K.-o.-System mit Hin- und Rückspiel ausgetragen wurden, jeweils eine Mannschaft.

### Gruppe 1
| Pl. | Land            | Sp. | S | U | N | Tore    | Diff. | Punkte |
| --- | --------------- | --- | - | - | - | ------- | ----- | ------ |
| 1.  | Deutsches Reich | 3   | 3 | 0 | 0 | 011:100 | +10   | 06:0   |
| 2.  | Schweden        | 3   | 2 | 0 | 1 | 011:700 | +4    | 04:20  |
| 3.  | Estland         | 3   | 1 | 0 | 2 | 004:110 | −7    | 02:40  |
| 3.  | Finnland        | 3   | 0 | 0 | 3 | 000:700 | −7    | 0:60   |

Spielergebnisse:
| 16.06.1937 | Stockholm | Schweden | – | Finnland        | 4:0 (0:0) |
| 20.06.1937 | Stockholm | Schweden | – | Estland         | 7:2 (3:2) |
| 29.06.1937 | Helsinki  | Finnland | – | Deutsches Reich | 0:2 (0:2) |

### Gruppe 2
Spielergebnisse:
| Datum      |          | Ergebnis  |          | Ort    |
| ---------- | -------- | --------- | -------- | ------ |
| 10.10.1937 | Norwegen | 3:2 (1:1) | Irland   | Oslo   |
| 07.11.1937 | Irland   | 3:3 (1:2) | Norwegen | Dublin |
| Gesamt:    | Norwegen | 6:5       | Irland   |        |

### Gruppe 3
Spielergebnisse:
| Datum      |             | Ergebnis  |             | Ort      |
| ---------- | ----------- | --------- | ----------- | -------- |
| 10.10.1937 | Polen       | 4:0 (2:0) | Jugoslawien | Warschau |
| 03.04.1938 | Jugoslawien | 1:0 (0:0) | Polen       | Belgrad  |
| Gesamt:    | Polen       | 4:1       | Jugoslawien |          |

### Gruppe 4
|          | Ergebnis |                     |
| -------- | -------- | ------------------- |
| Rumänien |          | Ägypten verzichtete |

### Gruppe 5
Spielergebnisse:
| Datum      |         | Ergebnis  |          | Ort       |
| ---------- | ------- | --------- | -------- | --------- |
| 01.05.1938 | Schweiz | 2:1 (2:0) | Portugal | Mailand 1 |

### Gruppe 6

#### 1. Runde
Spielergebnisse:
| Datum      |              | Ergebnis  |              | Ort      |
| ---------- | ------------ | --------- | ------------ | -------- |
| 22.01.1938 | Palästina    | 1:3 (1:2) | Griechenland | Tel Aviv |
| 20.02.1938 | Griechenland | 1:0 (0:0) | Palästina    | Athen    |
| Gesamt:    | Palästina    | 1:4       | Griechenland |          |

#### 2. Runde
Spielergebnisse:
| Datum      |        | Ergebnis   |              | Ort      |
| ---------- | ------ | ---------- | ------------ | -------- |
| 25.03.1938 | Ungarn | 11:1 (7:0) | Griechenland | Budapest |

### Gruppe 7
Spielergebnisse:
| Datum      |                  | Ergebnis  |                  | Ort   |
| ---------- | ---------------- | --------- | ---------------- | ----- |
| 07.11.1937 | Bulgarien        | 1:1 (0:1) | Tschechoslowakei | Sofia |
| 24.04.1938 | Tschechoslowakei | 6:0 (1:0) | Bulgarien        | Prag  |
| Gesamt:    | Bulgarien        | 1:7       | Tschechoslowakei |       |

### Gruppe 8

#### 1. Runde
Spielergebnisse:
| Datum      |          | Ergebnis  |          | Ort    |
| ---------- | -------- | --------- | -------- | ------ |
| 29.07.1937 | Lettland | 4:2 (1:0) | Litauen  | Riga   |
| 03.09.1937 | Litauen  | 1:5 (0:4) | Lettland | Kaunas |
| Gesamt:    | Lettland | 9:3       | Litauen  |        |

#### 2. Runde
Spielergebnisse:
| Datum      |            | Ergebnis  |          | Ort  |
| ---------- | ---------- | --------- | -------- | ---- |
| 05.10.1937 | Österreich | 2:1 (2:1) | Lettland | Wien |

### Gruppe 9
| Pl. | Land        | Sp. | S | U | N | Tore    | Diff. | Punkte |
| --- | ----------- | --- | - | - | - | ------- | ----- | ------ |
| 1.  | Niederlande | 2   | 1 | 1 | 0 | 005:100 | +4    | 03:10  |
| 2.  | Belgien     | 2   | 1 | 1 | 0 | 004:300 | +1    | 03:10  |
| 3.  | Luxemburg   | 2   | 0 | 0 | 2 | 002:700 | −5    | 0:40   |

Spielergebnisse:
| 28.11.1937 | Rotterdam | Niederlande | – | Luxemburg   | 4:0 (1:0) |
| 13.03.1938 | Luxemburg | Luxemburg   | – | Belgien     | 2:3 (2:1) |
| 03.04.1938 | Antwerpen | Belgien     | – | Niederlande | 1:1 (0:1) |

## Südamerika
Die südamerikanische Qualifikationsrunde sollte nur mit zwei Mannschaften ausgetragen werden. Durch den Verzicht Argentiniens qualifizierte sich Brasilien jedoch ohne Spiel für die Weltmeisterschaft.

### Gruppe 10
Spielergebnisse:
| Brasilien | − | Argentinien | Argentinien verzichtete |

## Nordamerika
Insgesamt sieben Mannschaften sollten in der Qualifikation spielen. Da jedoch sämtliche Mannschaften außer Kuba ihre Teilnahme zurückzogen, fanden keine Spiele statt und Kuba qualifizierte sich für die WM-Endrunde.

### Gruppe 11

#### 1. Runde

##### Gruppe A
Spielergebnisse:
|      | Ergebnis |                                |
| ---- | -------- | ------------------------------ |
| Kuba |          | Vereinigte Staaten verzichtete |

##### Gruppe B
Spielergebnisse: 1
| Kolumbien | Costa Rica | Mexiko | El Salvador | Niederländisch-Guayana |

#### 2. Runde
Dadurch dass sämtliche Mannschaften aus Gruppe B in der 1. Runde zurückzogen, entfiel die 2. Runde zwischen Kuba und dem Sieger der Gruppe B.

## Asien
Lediglich zwei asiatische Mannschaften meldeten für die Qualifikation. Da Japan seine Teilnahme wieder zurückzog, qualifizierte sich Niederländisch-Indien für die WM.

### Gruppe 12
|                       | Ergebnis |                   |
| --------------------- | -------- | ----------------- |
| Niederländisch-Indien |          | Japan verzichtete |